# Adrien Schulz
Pour les articles homonymes, voir Schulz.
 (décembre 2014).
Si vous disposez d'ouvrages ou d'articles de référence ou si vous connaissez des sites web de qualité traitant du thème abordé ici, merci de compléter l'article en donnant les références utiles à sa vérifiabilité et en les liant à la section « Notes et références ».

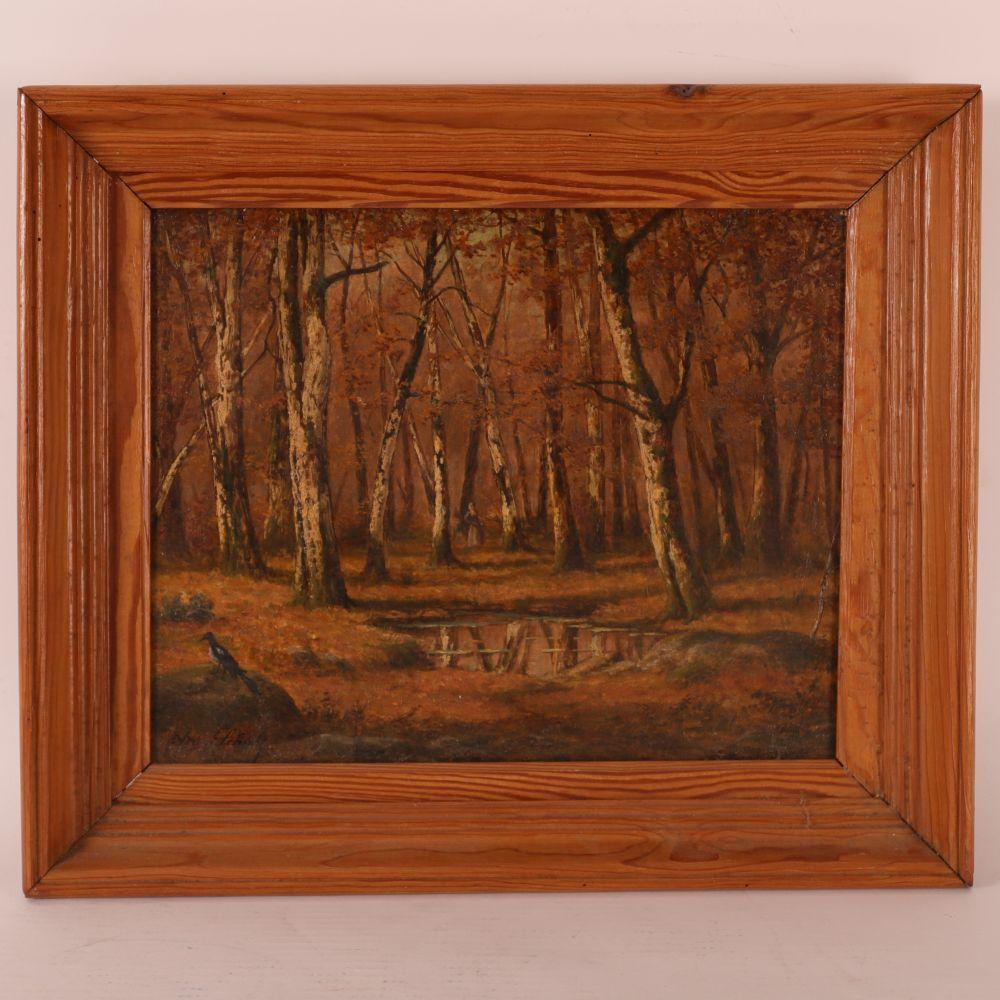
Le tableau « Fin d’automne » d’Adrien Schulz.

Adrien Schulz, né à Paris le 12 février 1851 et mort à Paris le 15 janvier 1931, est un peintre paysagiste et céramiste français.

## Biographie
Fils d'un libraire-éditeur parisien, il commence par travailler dans l'entreprise de son père, tout en pratiquant le dessin et la peinture, souvent sur les bords de la Marne. Remarqué par le paysagiste Louis Émile Dardoize, il poursuit son apprentissage dans son atelier, puis dans celui du peintre Hector Hanoteau.
Installé à Montigny-sur-Loing, où il travaille quelque temps dans l'atelier du céramiste Eugène Schopin, il peint des paysages de la forêt de Fontainebleau, de bords de rivière (Loing, Marne) ou d'étang, et exécute aussi des fusains et des céramiques qu'il expose au Salon à partir de 1876. Sa peinture, souvent spontanée, est influencée par la tradition des peintres de l'École de Barbizon.
À New York, il collabore avec Paul Philippoteaux à la réalisation du Panorama de la bataille de Gettysburg. Après des séjours de travail aux États-Unis, en Angleterre et en Belgique (1886-1889), qui lui ont permis de nouer d'utiles contacts avec les milieux artistiques de ces pays, Schulz se consacre essentiellement à la peinture. Membre de la Société des artistes français depuis 1883, Adrien Schulz expose aux Salons de 1876, 1881, 1883et 1903. Il est aussi, vingt ans plus tard, l'un des fondateurs du Salon d'automne aux côtés de Félix Vallotton, Albert Lebourg ou Eugène Carrière. Adrien Schulz est encore sociétaire du Salon d'hiver.
Il est promu officier des Palmes académiques en 1923.
Quelques mois après sa mort, le Salon d'automne lui consacre une rétrospective en 1931. Une rétrospective de son œuvre se tient à Montigny-sur-Loing en 1982.

## Collections publiques
- Hôtel de Ville de Montigny : Le Loing, huile sur toile.
- Nemours, Château-Musée : La Mare aux Fées. Forêt de Fontainebleau, huile sur toile, 46 x 55 cm. 2021.0.424

## Expositions
- Exposition universelle de 1900 à Paris : Panorama du Tour du Monde (médaille d'argent)
- 1920 : Paris, Galerie Gérard
- 1925 : Londres, Galerie Barber

## Iconographie
- Jean Souverbie, Portrait d'Adrien Schulz[réf. nécessaire]